# Cigány nemzeti jelképek

OPRE ROMA! Jelentése: Fel, cigányok!

A hivatalos cigány nemzeti zászló méretei

A nemzetközi cigányság nemzetté válásának, a cigány nemzettudat alakulásának fontos elemét jelenti a cigány nemzeti jelképek megszületése és alkalmazása.

## Nemzeti ünnep
A nemzetközi cigányság nemzeti ünnepe április 8. Az 1971-ben Londonban megrendezett I. Roma Világkongresszusról emlékezünk meg ezen a napon. A kongresszus jelentős állomás volt a cigányság nemzetté válásának folyamatában, a cigány nemzettudat formálódásában, ezen született döntés a cigány nemzeti jelképek használatáról is. Április 8-át a IV. Roma Világkongresszuson, 1990-ben kiáltották ki hivatalosan is cigány nemzeti ünneppé. E napot az ENSZ a Roma kultúra világnapjává nyilvánította.

## Zászló

India zászlaja, közepén a csakra

A cigány zászló megalkotására már az 1930-as években felmerült az igény. Egy 1933-ban Bukarestben megrendezett nemzetközi cigány kongresszuson elfogadtak egy egyszerű, kék és zöld sávból álló zászlót, ez azonban akkoriban nem terjedt – nem terjedhetett – el, gyakorlatilag évtizedekre feledésbe merült.
Az 1971-es I. Roma Világkongresszus ezt vette alapul, és kiegészítve a vörös kerékkel a nemzetközi cigányság zászlójának tette meg. A zászlónak ez a formája gyorsan terjedt el a cigány közösségekben és vált közismertté a nem cigányok körében is.
A zászló bár egyszerű vizuális elemekből áll, de szimbolikájában összetett, elemei egyszerre utalnak a folyamatos mozgásra és változásra valamint az örök törvényszerűségekre.
- A kék sáv  jelenti az eget, úgy fizikai, mint átvitt értelemben. Utal a végtelenségre, szabadságra és a lehetőségekre, valamint túlvilági dolgokra, a mennyországra, keresztényeknek Istenre, muszlimoknak Allahra.
- A zöld sáv  a földet jelképezi. A növények, a legelők és a természet zöldje. Utal a cigányság természetszeretetére és természet-közeli életmódjára. Ugyanakkor a végtelen ég kékjével szemben jelenti a földi kötöttségeket, a konkrét adottságokat, az azok által kijelölt szűkebb lehetőségeket. A kereszténységben a remény színe, mely a földieket az éghez köti, az iszlámban pedig a próféta színe, aki a földi embernek megmutatta az utat Allah egéhez.
- A vörös kerék, vagy – ahogy szanszkrit kifejezéssel gyakran illetik – a csakra többszörösen összetett szimbólum.
  - Utal az őshaza, India zászlójára, ahol a csakra a dharma, azaz a „Törvény” szimbóluma. A dharma jelentése a hindu vallásban nemcsak a földi igazságszolgáltatást, társadalmi igazságosságot jelenti, a hanem a kozmikus törvényszerűségeket, a „lét örök törvényét”, nemcsak tudományos, hanem spirituális értelemben is.
  - A kerék jelképezi természetesen az utazást, a vándorló életmódot és a cigányságnál gyakran tapasztalható migrációt.
  - A kerék formájával és színével jelképezi a lemenő és felkelő napot, utalva ezzel az idő ciklikusságára, a folyamatos újjászületés lehetőségére.
  - A vörös szín a vér színe is, mely önmagában is kettős jelkép. Egyfelől a testet életben tartó folyadék az élet jelképe, másrészt mint kiontott vér, a történelem ártatlan áldozatait jelképezi.

## Himnusz
Ugyancsak az 1971-ben, Londonban tartott első Roma Világkongresszuson fogadták el a Gelem, gelem kezdetű cigány himnuszt. Ennek eredetije egy több változatban élő balkáni cigány népdal, mely feldolgozva, mint népies műdal is több formában élt már az 1930-as években. Ezek alapján komponálta meg a jugoszláviai származású Žarko Jovanović Jagdino a cigány himnusz ma ismert formáját a világkongresszus tiszteletére. Ő eredetileg a kongresszus „indulójának”, dalának szánta, azonban a küldöttek a nemzetközi cigányság himnuszának kiáltották ki.
A himnusz szerepe azonban nem maradt meg ezen a szinten. Olyannyira ismert és népszerű lett a cigányok körében, hogy gyakorlatilag ismét folklorizálódott. Ma már számtalan zenei előadásmódja és szövegváltozata létezik. Ugyancsak megszülettek a nem cigány nyelvű szövegváltozatok is, melyek azonban általában új szövegalkotások, nem csak fordítások. Az eredeti szöveg, a nemzetközi cigány helyesírással:
Gelem, gelem, lungone dromenca

Maladilem baxtale Romenca

Ah, Romale, kathar tume aven,

le caxrenca, baxtale dromenca?
Aj, Romale, aj, Čhavale!
Vi man sas ek bari familija,

Mudardasle e kali legija.

Athe vrema, uštyi rom akana,

Te xutrasa, maj mišto keresa!

Aven manca sa lumake Roma,

Thaj putras le romane droma!
Aj, Romale, aj, Čhavale!

## Jelmondat
Az 1971-es világkongresszuson elfogadták a nemzetközi cigányság jelmondatát is: OPRE ROMA! Jelentése: Fel, cigányok!, mely egyértelműen a cigány nemzettudat ébredésének szellemében született. Az Opre Roma! használatos a cigány himnusz címeként is.

## Cigány tematikájú összefoglaló szócikkek
- Cigány népcsoportok
- Cigány nyelv
- Cigányok
- Cigány ünnepek